# Wappos
Els wappos són un grup d'amerindis dels Estats Units. Les seves terres tradicionals es trobaven a la vall de Napa, el marge sud del llac Clear, vall de l'Alexander i vall del riu Russian.

## Cultura
Els wappo formaven una societat caçadora-recol·lectora i vivien formant grups petits i sense autoritat política centralitzada en cases construïdes de branques, fulles i fang. Els cistells estaven tan ben elaborat que eren capaços de retenir aigua.

## Història
Quan els mexicans van arribar a colonitzar Califòrnia, hi havia viles wappo vora les actuals ciutats de Yountville, St. Helena i Calistoga. Els que estan al marge sud del llac Clear van ser completament absorbits i dispersats per les missions espanyoles a Califòrnia. La missió comptà almenys 550 bateigs wappo.
El nom wappo és una americanització del castellà guapo terme, que significa, entre altres coses, "valent". Tenien fama de valents per la seva tenaç resistència a la dominació mexicana, en particular la seva resistència a tots els intents militars del general Vallejo i els seus aliats. En 1836 les parts en conflicte van signar un tractat de pau.

## Població
Alfred L. Kroeber va comptar la població wappo en 1770 en uns 1.000 individus. Sherburne F. Cook (1976:174) augmentà la seva estimació en 1.650.
En la primera dècada del 1850 els wappo supervivents foren calculats entre 188 i 800. Tanmateix, la població va caure a 1880 en 50, i el cens de 1910 va comptar només 73.

## Llengua
El wappo és una llengua extinta de la família de les llengües yuki-wappo. S'ha escrit una gramàtica wappo.